# Sameach
"Sameach" (em hebraico: "שמייח"; em português: "feliz") foi a canção que representou Israel no Festival Eurovisão da Canção 2000, que teve lugar em Estocolmo, em 13 de maio daquele ano. A canção foi interpretada pelo quarteto pop PingPong.
A canção foi interpretada em hebraico, com a exceção do refrão (que se limita ao verso "be happy"), cantado em inglês). Foi a primeira canção a ser interpretada na noite do festival, antes da canção dos Países Baixos, "No Goodbyes", interpretada por Linda. Terminou o evento em 22.º lugar (entre 24 participantes), tendo recebido 7 pontos.

## Autores
- Letrista: Guy Asif, Roy Arad
- Compositor: Guy Asif, Roy Arad

## Letra
A canção descreve uma mulher israelense em um kibbutz, que parece estar deprimida, tendo um tórrido romance com um homem de Damasco (capital da Síria), que aparece no vídeo em um toucado tradicional (um keffiyeh) . Faz referências à guerra e desastres naturais, como cheias, e quando é feita uma referência a um pepino, os cantores cantam para os pepinos (ação com um cariz evidentemente sexual). Os cantores também cantam, em hebraico,o sugestivo verso "Eu quero fazê-lo com ele o dia todo", sendo que aqui o "ele" se refere ao mencionado homem de Damasco.

## Interpretação polémica
O desejo do grupo de querer utilizar pequenas bandeiras da Síria gerou muita polémica em Israel. O grupo decidiu içar as ditas bandeiras e ainda por cima decidiu trocar o título do refrão em hebraico pelo título em inglês  ("Be Happy"). Como o grupo pretendia içar as bandeiras da Síria (um país inimigo de Israel, por causa da questão palestiniana e ainda por causa dos Montes Golã, surgiram muitas críticas e a Israel Broadcasting Authority disse que o grupo não iria representar o país, mas sim a eles próprios e que eles deveriam pagar os custos das viagens. Os membros do grupo mantiveram o uso das bandeiras da Síria na sua atuação, porque, segundo eles, a canção tinha um mensagem de paz entre Israel e os países árabes.
O mais irónico é que apesar de tantas críticas nos jornais, na Internet e da falta de apoio da televisão de Israel, o fa(c)to é que a canção foi um sucesso em Israel, conseguindo chegar ao topo das tabelas musicais do país.